# 警部補 矢部謙三
『警部補 矢部謙三』（けいぶほ やべけんぞう）は、テレビ朝日系「金曜ナイトドラマ」枠（金曜 23:15 - 翌0:15）で放送された日本の刑事ドラマシリーズ。主演は生瀬勝久。
第1シリーズ『警部補 矢部謙三』は2010年4月9日から5月14日まで放送。第2シリーズ『警部補 矢部謙三2』は2013年7月5日から8月30日まで放送。
2017年3月7日から『警部補 矢部謙三〜人工頭脳VS人工頭毛（ずもう）〜』が、「ビデオパス」と「テレ朝動画」で配信。

## 概要
2000年にテレビ朝日系金曜ナイトドラマ枠から放送スタートした、仲間由紀恵・阿部寛主演のドラマシリーズ『トリック』のスピンオフ作品。『トリック』シリーズで、奈緒子・上田の主人公コンビが関わる事件に決まって現れる警視庁公安部の刑事・矢部謙三を主人公とし、矢部が自ら難事件を解決する様を描く。
自称・霊能力者が仕掛けたトリックを暴く『トリック』本編とは異なり、テロや組織犯罪などの大掛かりな事件が主題となっている。内容はミステリ仕立てだが、謎解き部分は矢部の周囲の人物（第1シリーズでは同僚である公安部庶務係の桂美晴と桜木健一郎のコンビ、第2シリーズでは警視総監の娘である御手洗未来）が担い、主人公の矢部は『トリック』同様に役に立たない言動が目立つが、最終的に運と偶然で事件を解決するという構成となっている。
『トリック』と同様にコメディの要素が取り入れられ、台詞や視覚・聴覚的効果内に笑わせる演出が多用されており、話の中でいくつかの「小ネタ」が登場している。既存の刑事・探偵ドラマ作品などのオマージュをはじめ、特撮やスタジオジブリ作品等をもじった名前やパロディ、『トリック』本編で登場した台詞や小道具などが登場し、特撮ネタに至っては、元ネタとなる作品に出演した俳優そのものが出演している。
なお本作は『トリック』劇場版・スペシャル版のPRも兼ねており、第1シリーズでは『劇場版TRICK 霊能力者バトルロイヤル』と『新作スペシャル2』、第2シリーズでは『TRICK 劇場版 ラストステージ』の予告映像も流された。
ドラマの収録には千葉都市モノレールが全面的に協力している。ロケに当たり、警視庁の刑事部屋や第九取調室など作中に頻繁に登場する場所のセットが同社の本社社屋内に常設されたほか、車両基地に置かれている展示車両にもドラマ仕様の装飾が施された。
本作が連続ドラマ初主演となる生瀬は、ライフワーク化を期待しており、「"つまらないくらい面白く"します」とコメントした。
2013年5月23日、7月より第2シリーズが放送されることが発表された。スピンオフドラマの続編が作られるのは日本の連続ドラマでは初めてのことである。同年6月23日には制作発表イベントが催された。続編放送の発表と共に、本作の主人公である矢部の頭髪の問題に絡めて23日（＝フサフサの日）に行われた。

## 放送・配信
第1シリーズは平均視聴率が全回2桁を記録。金曜ナイトドラマ枠では2009年1月期放送の『歌のおにいさん』以来。
宮崎放送（MRT）では、木曜23:55 - 24:55（2010年10月7日 - 11月11日）に放送された（『トリック』は放送されず）。
テレ朝動画では第1シリーズ全編が配信されている。

## 登場人物
★が付いている人物は、トリック本編にも登場。

### メインキャスト
矢部謙三（やべ けんぞう）
演 - 生瀬勝久★（中学時代：吉井克斗 / 小学生時代：谷端奏人）
警視庁公安部公安課→警視庁公安部公安課第九取調室長（占領）。階級は警部補。
権威に弱い権威主義者。上司には媚びへつらう一方、部下には必要以上に厳しい。部下の手柄を平気で横取りし、逆に自分の失態は全てなすりつけようとするなど、公私共に理不尽な言動が多い。また金にも弱く、レッドウルフとの金での司法取引に疑いなく応じてしまっていた。
カツラを被っていることがコンプレックスで、周囲にはバレバレなのだが、部下以外にはその事実をひた隠しており、カツラを連想する単語を出した者には殺意を剥き出しにする。カツラも数種類あり、基本的に七三に分けているが、状況によっては真ん中分けになったり、回によってはパーマをかけたものになっている。またカツラは非常に頑丈で、凶器から身を守ったり、頭突きで敵を倒す事もある。矢部はこの頭を気にするあまり、物語の中盤ではよく事態が最悪の方向に一変するが、逆にこの反射行動が彼自身を危機から救うこともある。
第二期では御手洗警視総監の娘の未来から総監の不倫情報を取集し、警部補から警視に昇進することを目論む。
他にも「第九取調室」と呼ばれる取調室を自分のプライベートルームに改造したり、領収書を全て上様宛てで出したりしている。
秋葉原人（あきば はらんど）
演 - 池田鉄洋★
警視庁公安部公安課→警視庁公安部公安課第九取調室員。
警視庁公安部刑事で階級は巡査部長。矢部の3人目の部下。常に矢部に傾倒する電脳オタク。パソコンやその他の電子機器を使ったハイテク捜査で矢部をサポートする一方、電波の届かない場所では役に立たないことも。常にヘラヘラした表情かつ天然で空回りしがちな行動が多いが、矢部救出のために大胆な作戦を講じたり、モールス信号を理解できたりと意外に頭脳が明晰である。紙袋の他に大きなアルミ製ジュラルミンケースにノートパソコン型自作スマートフォンを入れて、持ち歩いている。第1シリーズでは物語冒頭ではナレーションを担当し「……それが矢部謙三である!」の一言で締めるが実際は矢部の付近で叫んでいるだけであり、そのことについて彼に突っ込まれている。第2シリーズでは矢部が単独で捜査に駆り出される事で置いてけぼりをくらい、未来と共に別行動を取る事もある。
かつては浦野一美のファンだったが、現在はナビラ・ラトナ・アユ・アザリア（JKT48）のファン。

### 第1シリーズ
桂美晴（かつら みはる）
演 - 貫地谷しほり
警視庁公安部公安課庶務係。階級は巡査。
勝気な性格。理不尽な言動が多い矢部には反感を抱くが、徐々に軽視するようになる。首を鳴らすのが癖。
伝説の刑事・桂太郎（勝野洋）を父に持ち、その出自からか現場での仕事に憧れており、機会があれば独断で現場に赴き捜査をしたがる。捜査に出向く際は、父が遺した捜査のメモが記されたノート「デカペディア」を持ち歩き、行き詰った時やピンチの時にそれを頼ることがある。
矢部から「庶務課」「小娘」と呼ばれている。途中から「犯人は貴方だーっ!」と絶叫するのが決めゼリフとなっている。「デカペディア」には上・中・下がある。
桜木健一郎（さくらぎ けんいちろう）
演 - 鈴木浩介
警視庁公安部公安課庶務係。階級は巡査。
昼行灯な性格。優れた推理力の有しているものの、かつては現場に配備されていたが、自ら安全なデスクワークに志願した経緯がある。調書から推理をするだけで満足する日々を送っている。しかし、時折美晴や他の刑事によって、本人の意思とは無関係に公安の捜査に借り出されることがあり、事件に隠された謎を解明する。推理中に中指を鼻の下の溝にあてがうのが癖で、美晴からは「指のニオイ嗅いでるんですか？」とツッコまれる。
矢部からは「刑事くん」と呼ばれている。
菊池愛介（きくち あいすけ）
演 - 姜暢雄★（第1シリーズ・第2シリーズ）
警視庁公安部参事官。飛び級で東大理三に合格・卒業し、キャリアとして警視庁に入ったエリート中のエリート。矢部の部下だった時期があるが、キャリアという事であっと言う間に昇進し、現在はその立場は逆転している。自分の高学歴を常に鼻にかける横柄な性格で、矢部から巧妙な手で鉄拳を喰らう。しかし終盤ではそれを理解しているのか、かわせるようになる。
第1シリーズepisode5・第2シリーズepisode7劇中内で「蒼天の霹靂」と言うシーンがあるが、これは姜が『忍風戦隊ハリケンジャー』で演じていたクワガライジャーの名乗りの台詞である。
片桐優奈（かたぎり ゆうな）
演 - 原幹恵
警視庁公安部公安課の女刑事。主に潜入捜査官として、様々な変装・コスプレをして現場に赴いている。スタイル抜群で矢部から「オッパイ刑事」と呼ばれている。だが、福島弁訛りなうえ昭和39年生まれで矢部とは同期。おっとりした性格で、エピソード1では女将の悲鳴を聞いても遅れてやってくる。
木下（きのした）
演 - 奥田達士
警視庁公安部公安課の刑事。古株で、現場の指揮を取っている。
雨中（あめなか）
演 - 渡洋史
警視庁公安部公安課の刑事。苗字は「あめなか」だが、矢部から「うちゅうけいじ」と呼ばれていたり、当時着用していた手袋が小道具として登場している。いつもどこかを骨折している。
森田（もりた）
演 - 小松利昌
警視庁公安部公安課の刑事達。若株。
軒和洋子（のきわ ようこ）
演 - 佐藤真弓（第2シリーズepisode2・episode8）
警視庁公安部公安課庶務係長→警視庁公安部公安総務課風紀取締係長。階級は警部補。矢部と同期。蛍光灯の調整ばかりしているが、たまに鋭い発言をする。桂達を「仕事さぼってばかり」と見ている。第2シリーズでは公安総務課に異動している。
大村忠相
演 - 魁三太郎
警視庁公安部公安課長。階級は警視。いかにも不自然な髪型をしているので、矢部は自分のことを棚にあげて怪しげにみている。
郷秀帰（ごう ひでき）
演 - 団時朗
警視総監。テロ事件に対しては厳格な態度を見せるが、不穏な方へ風向きが傾くと部下に責任を押し付ける保身的な性格。矢部から「ウルトラマン」と呼ばれたことがある。
第2シリーズでは退任しており、秋葉曰くM78星雲に帰ったという。

### 第2シリーズ

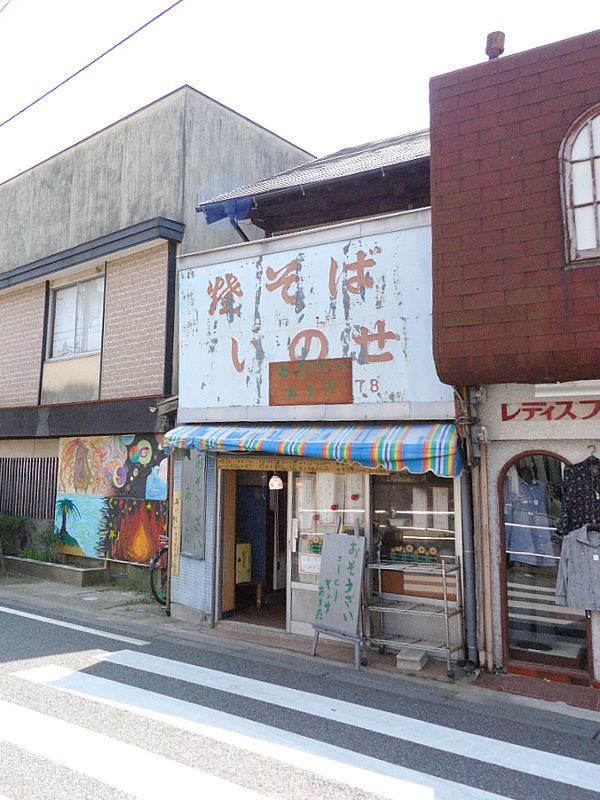
酒と駄菓子の鳥九（茨城県常総市、おそうざい ありた）

御手洗未来（みたらい みらい）
演 - 畠山彩奈
郷警視総監の後任の警視総監・御手洗ちかおの娘。小学生ながら天才的な閃きと頭脳を持ち、矢部に父親の弱点を教える代わりに捜査に協力しようとする。大人びた性格でたびたび論語を諳んじる。愛読書は『週刊推理』で、付録のグッズを役立てる事もある。推理中には右手で左側の髪の毛を巻き鼻の下にあてがう癖と、謎が解けた時に指パッチンする癖がある。矢部たちを「友達」として接し、年上にも関わらず「君」付けで呼ぶ。
本編劇場版ラストステージに一瞬だけ登場している。
御手洗仁美（みたらい ひとみ）
演 - 三船美佳
ちかおの妻。未来の母親。戦国時代から続く由緒正しい武家の家系で、出で立ちや口調も古風である。年の差婚ながら夫に対して絶対的な支配権を持っており、特に浮気をしないよう血判まで押させている。
御手洗ちかお（みたらい ちかお）
演 - 大和田伸也
警視総監。未来の父親。娘には甘いが恐妻家。手違いで事件捜査を矢部に任せてしまった上、愛人の存在を知られてしまったことから、事件の度に弱みを握られて昇進の便宜を図るよう脅される。そのため矢部の身に「何かが起きる事」を期待して危険な捜査には必ず矢部を起用する。
20年前、綾小路秀麻呂が愛人に産ませた娘・谷村美鈴が屋敷の敷地内で変死した事件の捜査を担当し、事故死と結論づけた。綾小路が警視庁に再捜査を依頼し、矢部謙三なら事件をうやむやにしてくれると期待を込めて捜査を担当させたが、その期待は裏切られ真相が解明されてしまった為、釈明の記者会見を開いた。
『TRICK 新作スペシャル3』では、話の本筋とは関係ないものの、名前と映像が本編でも使用された。
駄菓子屋マスター（だがしやマスター）
演 - ミスターちん
高級駄菓子店「酒と駄菓子の鳥九」店主。「小さい男」と言われると、胸が痛むリアクションをする。実はシークレットシューズ常用者であり、秋葉にはばれていた。
国木田晃（くにきだ あきら）
演 - 佐戸井けん太
警視庁公安部長・警視長→警視庁公安部理事官・警視。二階級降格。矢部の直属の上司。
玉置浩市（たまき こういち）
演 - 相島一之
アメリカ研修から警視庁に戻ってきた参事官。同じ参事官の菊池を全く相手にせず、自分よりも階級が下の矢部を、総監が重宝していると勘違いして矢部にライバル心を燃やす。

### トリック本編
本編のレギュラーキャラクターのみ本項に記載。詳細はトリックの登場人物を参照。
山田奈緒子（やまだ なおこ）
演 - 仲間由紀恵（友情出演）★
『トリック』の主人公である売れないマジシャン。第1シリーズのepisode1では、後姿のみの登場で仕事をまたクビになったのか、商店街の人々から笑われている。episode5では美晴と桜木が次郎号（＝上田の愛車）で休んでいた彼女に話しかけている。この時、上田は途中で落とした車のドアを探しに行ったため不在。また、この回では矢部が本来は山田の決め台詞である「お前のやったことは全部お見通しやー!!」を言った直後などにも一瞬登場するが、矢部や秋葉との絡みは無かった。
第2シリーズの最終話では、高級駄菓子店「酒と駄菓子の鳥九」でマジックショーを開催している。その場に居合わせた御手洗未来に簡単にマジックを見破られバカにされる。また、エンディングでは矢部からメガホンで頭を叩かれる。
上田次郎（うえだ じろう）
演 - 阿部寛（写真出演）★
『トリック』の主人公で奈緒子の相棒でもある日本科学技術大学教授。本人は登場しなかったものの自身の著書の表紙などで写真が登場していたり、矢部や山田が上田のことを語っていた。第2シリーズでは『週刊推理』に『天才上田教授の事件簿』を連載している。
山田里見（やまだ さとみ）
演 - 野際陽子（友情出演）★
奈緒子の母親であり高名な書道家。最終話で警視庁に招かれ、刑事（デカ）魂という意味を込めて「魂」と書かれた巨大な書を警視総監に贈呈した（その場には軒和洋子も同席していた）。矢部とは本編中での面識が少ないためか、対面時にはお互いに最初は相手の事が思い出せなかった。この時、里見は矢部を「温泉デカ」と呼んだ。
池田ハル（いけだ ハル）
演 - 大島蓉子★（第1シリーズepisode1・第2シリーズepisode1）
「池田荘」の大家。第1シリーズepisode1では、聞き込みに当たった美晴と桜木に、奈緒子の家賃滞納についての不満をこぼし相談している。第2シリーズepisode1では、ジャーミーと共に結婚10周年記念の指輪を買いに来たところを、玉置たちに「碧き預言者」と間違われて取り押さえられてしまう。
ジャーミー君（ジャーミー くん）
演 - アベディン・モハメッド★（第1シリーズepisode1・第2シリーズepisode1）
「池田荘」の住人。池田ハルとともに登場。
石原達也（いしはら たつや）
演 - 前原一輝（写真出演&本人）★
矢部の初代部下。episode1,2では警視庁前をうろつき、episode4では片桐の潜入捜査を目撃した矢部が大村課長に電話をかけたシーンに登場。顔は映らないが、金髪の頭や衣服が本シリーズ時のものと一致する。ウロウロと警視庁内を歩き回り、矢部を探している様子だった。episode5のエンディングでは、軒和が設置した「いよ!いよ!公開」と書かれた額縁を「カムバック」と書かれたものに取り換えている。
最終回では本編のエンドロール及びミニコーナー『TORIKU こちら警視庁第九取調室』に本人が登場し、矢部や秋葉と絡んでいた。
照喜名保（てるきな たもつ）
演 - 瀬戸陽一朗★（第2シリーズepisode8）
奈緒子の唯一の熱烈なファン。神出鬼没。沖縄に関係がありそうな苗字だが無関係。実家は愛媛県のミカン農家。
第2シリーズ最終話に登場し、高級駄菓子店「酒と駄菓子の鳥九」で奈緒子が開催したマジックショーを観ていた。

### ゲスト

#### 第1シリーズ（2010年）

##### episode1「史上最凶のテロリスト 救え! 1200万の命」
大原瑠璃子
演 - 加藤貴子
「蘇毛旅館」の女将。「狼の旅団」リーダー・レッドウルフの恋人だったと噂されている。旅館で加藤が殺害された事件で、矢部の場当たり的な推理で殺人犯として拘束される。
森本茂夫
演 - 片平光
事件の鍵を握る男。10年前に傷害の前科があり、整形を繰り返して現在の顔に至る。
加藤順一郎
演 - 児島功一
「蘇毛旅館」の宿泊客。旅館内で殺害されるが、瑠璃子の証言でその正体がレッドウルフだと思われる。
仲居
演 - 内田量子
「蘇毛旅館」の仲居。
クラブママ
演 - 中村真知子

ホテル支配人
演 - 千葉茂
「ホテルニュー栃木屋」支配人。5年前に森本が清掃のバイトをしていた、今は整形している、と証言する。
田中一画の息子
演 - 夛留見啓助
民自党衆議院議員の息子。銭湯で矢部に森本と間違われる。
岡間
演 - 田中護（episode4）
矢部のカツラのスタイリスト。
中西学
演 - 本人
「蘇毛旅館」の宿泊客。殺人現場に向かう美晴と鉢合わせてしまう。
- 瀬野和紀、高橋光、押見啓太、岡雅史、辞本直樹、伊藤俊、高田将司、大樹、志儀竜太

##### episode2「決死の潜入捜査 阻め! 悪魔の細菌兵器」
蜷川錠太郎
演 - 森次晃嗣
暴力団「ムロ風一家」組長。「皇帝の鼻血」転売のため、ロシアンマフィアとの取引を控えている。阿部に成り済ます矢部の素性に全く疑念を挟まずに、全幅の信頼を寄せている。
鶴岡伸治
演 - 江原シュウ
「ムロ風一家」若頭。血の気が多く、矢部が本物の阿部なのか懐疑的であるため、何かと矢部に突っ掛かる。
川島憲一
演 - 児玉貴志
「ムロ風一家」若頭補佐で矢部の世話係を任される。実は「ムロ風一家」を抜けたがっているため「ムロ風一家」を潰そうとしていると蜷川と鶴岡に存在を厄介視されている。
野崎良太
演 - 小笹将継
「ムロ風一家」構成員。
阿部研二
演 - ぶっちゃあ
関西で名を馳せる殺し屋。得意とする殺しの道具に由来して「タコピンのアベケン」の異名を持つ。関西で殺しをしすぎたために海外逃亡して身を潜めていたが、突如として日本に戻り「ムロ風一家」にやってくる。敵の反撃で受けた左腕の傷と、愛した女性の名前を彫った刺青が特徴。漢字に弱い。ムロ風一家でアベケンに成りすましている矢部と鉢合わせる。
ズラーダ大前
演 - オクサナ
ロシア語教師。
- 富永研司、麻生千稀、村雨令、菅原圭治、島本将司、松川幸雄、アナトーリ、西島未智、工藤亜耶、高橋慶子

##### episode3「姿なき犯罪者 防げ! 神経ガスの恐怖」
南田レイナ
演 - 芦名星
小国・クーリット王国のジャームー特使の通訳。
山崎
演 - 沖田裕樹
レイナの助手。
清掃員
演 - 政岡泰志
クーリット王国主催の国宝展が開かれる美術館の清掃員。
警備員
演 - 佐伯新
クーリット王国主催の国宝展の警備員。
北沢敦彦
演 - ノゾエ征爾
警視庁のデータベースに載っていた男。矢部を監視していたカメラに指紋が付着していたが、無実を主張する。
ジャームー特使
演 - モニ
クーリット王国特使。いなくなった手乗りインコのミミを探して欲しいと訴える。
アイドル
演 - 浦野一美
秋葉原人が憧れるアキバ系アイドル。
- 森田ガンツ、小林健一、ゆかわたかし（episode4）、石橋忠士（episode4）、高橋洋介（episode4）

##### episode4「リークされた捜査情報 追跡せよ! 警察内部の密告者」
七隈五郎
演 - 高橋和也
警視庁捜査二課刑事 階級は警部補。多くの警視総監賞を受け、捜査二課のホープと称される優秀な刑事。実直かつ仕事熱心な性格で、今回の「六葉建設」の強制捜査を空振りに追い込んだ内通者を突き止めることに執念を燃やす。内通者探しで、矢部の相棒のポジションを担っていることで秋葉に嫉妬されている。
都留幸一
演 - 春海四方
警視庁捜査二課刑事 階級は警部補。大規模な経済事件で地検特捜部を出し抜く功績を挙げた手腕の持ち主。七隈とコンビを組んでおり、「六葉建設」の捜査も共に担当していた。心臓に難病を抱える子供がおり、大金を必要としている。
門倉
演 - 植松洋
「六葉建設」の社員。社長と共に警視庁内の内通者から5千万円を要求されている。
六葉建設社長
演 - 小寺大介
潜入している片桐優奈を社長秘書に抜擢する。
ホステス
演 - 村上めぐみ、黒木晴香、大塚麻希子
矢部と大村課長が飲みに行ったクラブのホステス。
居酒屋店員
演 - 滝沢恵
客席で大声を出す桂美晴を優しく窘める店員。
出前持ち
演 - 兼松若人
七隈宅に寿司を配達に来る出前持ち。
ホテル従業員
演 - 井手規愛（クレジットは井出規愛）
門倉の遺体の第一発見者。
都留の息子
演 - 佐々木陽向
心臓が悪く、近々手術を受ける予定。

##### episode5 - episode5.1「警視総監暗殺計画 矢部謙三 北へ」
斉藤花枝
演 - 渡辺典子（中学時代：橋口恵莉奈）
勤務先の桑原コーポレーション社長・桑原翠の代理として「小野寺を偲ぶ会」に参加する。矢部の天満橋中学時代の同級生であり、初恋の相手でもある。死刑執行人によると、社長の桑原はマルチ商法に関与しているという。
武藤彩香
演 - 小沢真珠
元看護師。看護の会社 pivoine et rose 代表。裁判で助けられた縁で「小野寺を偲ぶ会」に参加する。死刑執行人によると、自身の会社において老人を虐待して金銭を搾取しているという。
平田淳次
演 - 伊阪達也（幼少期：藤沢健）
「小野寺を偲ぶ会」の参加者の世話役を務める人物。勤務先の派遣会社に言われて来ただけで、詳しい事情は知らない。死刑執行人によると、過去に小野寺の弁護によって恋人殺しの罪を免れているという。
松田公夫
演 - 神尾佑
金融会社マツダトイチコーポレーション社長。金絡みの裁判で世話になったことから「小野寺を偲ぶ会」に参加する。死刑執行人によると、裏で闇金業にも手を出しており、多くの人々を自殺に追い込んだというが、本人はそれを悪びれる様子は無い。
下村聡子
演 - 峯村リエ
下村聡子法律事務所代表。かつて小野寺の助手を務めていた弁護士。「小野寺を偲ぶ会」に参加するが、死刑執行人によると、小野寺の意志を受け継ぎ、強引な手段によって多くの罪人を無罪にして来たという。
戸川恵司
演 - 青島健介
投資ファンド 戸川ファンド 代表取締役社長。政財界の顧客も多いと言うが、実は出資させた金を運用せずに着服し、その結果として多くの人々を破産に追い込んでいることが死刑執行人によって明かされた。
小野寺肇
演 - 谷津勲（写真出演）
弁護士。故人。郷秀帰警視総監の大学時代の恩師。
津村俊介
演 - 山崎一★
瞼乃母の代表者。警察の捜査によって、母体であった団体を解散に追い込まれた過去があり、警察とその代表の警視総監に強い恨みを持っているとされ、警視総監の暗殺に関与していると思われている。ちなみにトリック本編で母団体の解散が描かれている。
幹部
演 - 入月謙一、権田成美
瞼乃母 幹部信者。
- 小手山雅（episode5.1）

#### 第2シリーズ（2013年）
複数話登場の場合は括弧（）内に表記。

##### わしの伝説 その(1)「殺しの暗号! 天才少女vs最も優秀な刑事」
網戸洋一（あじと よういち）
演 - 賀集利樹（第5話・第8話）
警視庁新橋警察署刑事。矢部たちからは「アギト」と言われる。また矢部から「ショカツ」、未来からは「ショカツくん」とも呼ばれている。再び登場したときには高級駄菓子店・鳥九で駄菓子を食べていた。
大道寺文乃（だいどうじ あやの）
演 - 秋本奈緒美
「ジュエリーサタデーナイト新橋」「ジュエリーオールナイト赤坂」オーナー。各店長に店舗のセキュリティーを指さし確認でチェックするよう再三、注意喚起をしていたのにも関わらず、強盗に高価な宝石を盗まれ、激怒する。
城山ミチル（しろやま ミチル）
演 - 春木みさよ
「ジュエリーサタデーナイト新橋」店長。店舗の宝石が強盗に盗まれる被害に遭い、オーナーが激怒している中で保険に加入しているから損害は補填できますと開き直る。
刑事
演 - 杉浦大介（第3話・第6話）、伊藤明賢（第3話・第6話）、渡邉紘平（第3話・第6話）
玉置浩市参事官の部下の刑事。第1話では警視庁暗号文解析特命捜査班選抜チーム、第3話・第6話では警視庁サイバー工作特命捜査班選抜チームの一員となって捜査にあたる。
篠崎和輝
演 - 村上航
宝石窃盗グループ「碧き預言者」の一人。
林原隆治
演 - 龍坐
宝石窃盗グループ「碧き預言者」の一人。
森永卓郎
演 - 本人（第5話・第6話）
テレビ番組「毎度!スクランブル」のコメンテーター。
中西学
演 - 本人（第5話・第6話）
テレビ番組「毎度!スクランブル」のコメンテーター。
市川寛子
演 - 本人（テレビ朝日アナウンサー、第5話・第6話）
「毎度!スクランブル」司会者。
野上慎平
演 - 本人（テレビ朝日アナウンサー）
「毎度!スクランブル」リポーター。

##### わしの伝説 その(2)「ウイルステロを阻止せよ! 相棒が必ず死ぬ女」

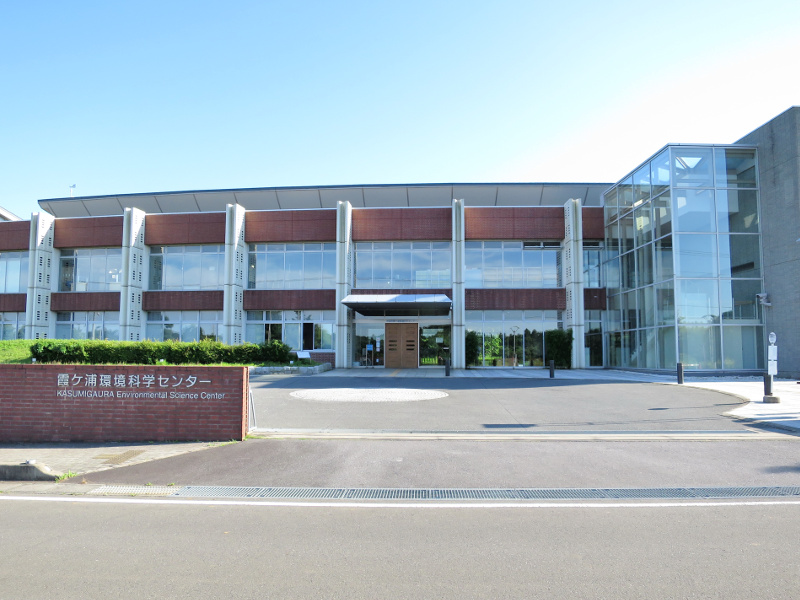
新島ピエールの研究室がある所塚亜財団科学研究所（茨城県土浦市、茨城県霞ケ浦環境科学センター）

銭形エリカ
演 - 音月桂
ウィルステロの主犯格・新島ピエールを追って日本にやってきたインターポールの捜査官。今まで、捜査に同行した相棒が9人も殉職していることから「相棒殺しの死神」と呼ばれている。御手洗の個人的な思惑により、矢部と組まされる。時々小さく飛んで回転する癖があり、回し蹴りしたときにいつも履いている白の下着を矢部に見られる。
ジェームズ
演 - 浅野和之
インターポールの捜査官。エリカが二重スパイでピエールと繋がっている疑いがあることを、日本の警察に伝えるために来日する。
新島ピエール
新型ウィルス「ブリースウィルス」を開発した科学者。新型ウィルスを使ったウィルステロを日本で起こすと警視庁に犯行予告DVDを送りつける。過去に何度も整形を繰り返して素顔を変えているため、「I CAN BE ALL、私は何にでもなれーる」が口癖。母はフランス人、父は日本人の理容師。
小林
演 - 中村まこと
小林理容所店主。ピエールの父が働いていた理容店の店主。
矢部に因縁をつける男
演 - 真壁刀義（第8話）
甘いものに気を取られている隙に秋葉達がやったイタズラを矢部の仕業と勘違いする。
軒和洋子
演 - 佐藤真弓（第8話）

##### わしの伝説 その(3)「危険なプロポーズ! 婚約者が必ず死ぬ女」
山川一子（やまかわ いちこ）〈32〉
演 - 井上和香
クラブ「Da 蝶（だちょう）」のオーナーママ。帝華女子大学心理学科卒業。彼女と婚約した3人の財界人が連続して不審死していることから、警察は財産目当てで一子が殺害しているのではないかと疑っている。
吉野裕太郎（よしの ゆうたろう）
演 - 山中崇
クラブ「Da 蝶」店長。
保葉一朗（ほっぱ いちろう）
演 - 黄川田将也（第8話）
FBIで心理分析を学び、警視庁に復職する。国木田から「ホッパー」と呼ばれている。
真理奈（まりな）
演 - Sharo
クラブ「Da 蝶」のホステス。
古川重徳（ふるかわ しげとく）〈75〉
演 - 阿部六郎
一子の3人目の婚約者。紅江（くれえ）エレクトロニクス会長。階段から転落して死亡する。
刑事
演 - 池原猛

##### わしの伝説 その(4)「誰にでも変装できる暗殺者」
篠原梓（しのはら あずさ）
演 - 紺野まひる
宝雪クリニック整形外科医。片桐の教え子。
片桐孝彦 （かたぎり たかひこ）
演 - 岡本富士太
帝都医科大学教授。被頭温泉で教え子たちが開いた、大学の勇退祝いの会に参加する。
長岡健作（ながおか けんさく）
演 - 新井康弘
五子医科大学外科部長。片桐の教え子。コヨーテと思われる犯人に殺害される2人目の被害者。
木谷連（きや れん）
演 - 天野浩成（第8話にも出演）
警視庁被頭警察署巡査部長。最初に名乗った際に「ギャレン」と矢部に聞き間違えられる。
難波和人
演 - 松澤仁晶
北洋病院外科主任。片桐の教え子。
大島豊（おおしま ゆたか）
演 - 宮地大介
城南医科大学外科医。片桐の教え子。自分よりも結果を残していない暮松がアトランタの医療研修に選ばれたことに嫉妬している。コヨーテと思われる犯人に殺害される3人目の被害者。
旅館の女将
演 - しのへけい子
旅館の女将。TRICK本編に登場した「母の泉」の信者がする手の動きをしている。そそっかしい性格。
暮松圭司（くれまつ けいし）〈39〉
演 - 齋賀正和
ウィステリアランド・メディカル・センター外科医。日本からアメリカアトランタに医療研修に来ている。世界的に有名な変装暗殺犯・コヨーテと思われる犯人に殺害される1人目の被害者。

##### わしの伝説 その(5)「おとり捜査の罠 矢部謙三VS矢部謙三」

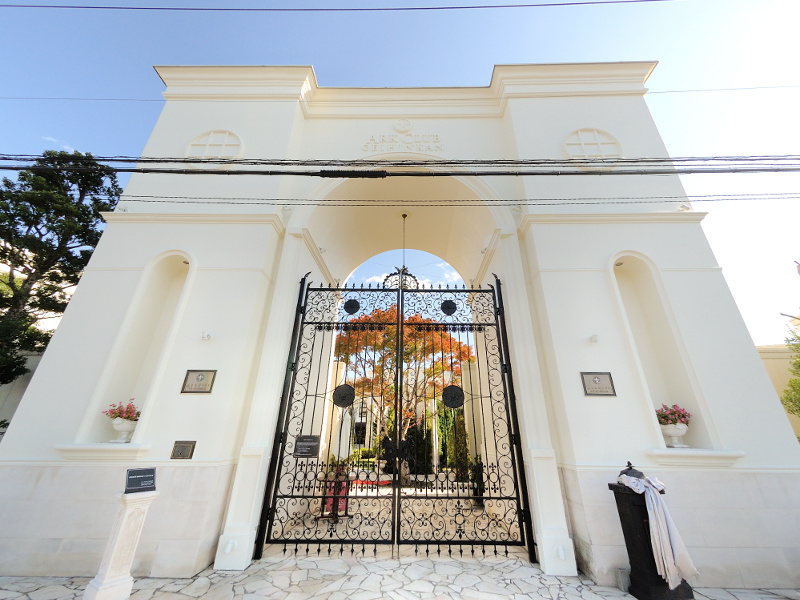
クーリット王国大使館（茨城県水戸市、アーククラブ迎賓館）

ゾーケン王子
演 - 生瀬勝久（二役）（学生時代：吉井克斗）
クーリット国王の長男で次期王位継承者。容姿は矢部と瓜二つ、ただし頭髪は地毛で、鼻の頭に赤い装飾を付けている。口調は穏やかで「愛の王子」と呼ばれる。来日中、何者かに命を狙われている為、矢部が身代わりとなって変装し、警護をする事になる。クーリット王国では一夫多妻制のため妻が4人いる。
バボ・コバヤシ
演 - 田中要次
クーリット王国の親衛隊長、日系二世で日本に精通している。
清水愛花（しみず あいか）
演 - 高橋かおり
ゾーケン王子の通訳。矢部が王子に変装した際、カーテン越しに「王国の王子というよりも、放牧中の牡牛という感じ」と寸評した。実はゾーケン王子が日本に留学した頃からの恋人である。
悠木真（ゆうき まこと）
演 - 須賀貴匡（第8話）
警視庁警備部警部。ゾーケン王子の祝賀パーティの警備責任者。最初に名乗った際に「ゆうき」ではなく「龍騎（りゅうき）」と矢部に聞き間違えられる。
一度鏡の前で手帳を突き出し、右腕を左上に伸ばした後、鏡に身を乗り出す時があった。
ジナーン王子
演 - 東京名物大神本舗五百年
クーリット国王の次男。
サンナーン王子
演 - チップ青木
クーリット国王の三男。
ヨンナーン王子
演 - 浅里昌吾
クーリット国王の四男。
内藤（ないとう）
演 - 須田邦裕
悠木の部下。
妻
演 - 瑠依☆美豚、みぃたん、安藤なつ、なんしぃ
ゾーケン王子の4人の妻たち。

##### わしの伝説 その(6)「矢部謙三に死の制裁を! 姿なき暗殺者」
越智景子（おち けいこ）
演 - 中島ひろ子
正隆の妻。オーガニックカフェオーナー。
三上弥生（みかみ やよい）
演 - 三倉佳奈
久美子の友人。雑誌記者。
小池貞夫（こいけ さだお）
演 - 石井愃一
久志の兄。国会議員。
篠原久美子（しのはら くみこ）
演 - 越智静香
努の妻。ウィッグサロン「ヘアヘアパラダイス」店長。
篠原努（しのはら つとむ）〈39〉
演 - 辻谷嘉真
「闇の警視総監」連続殺人事件の1人目の被害者。会社経営者。多数の老人から金を騙し取った疑いがある。
越智正隆（おち まさたか）〈51〉
演 - 天田暦
「闇の警視総監」連続殺人事件の2人目の被害者。投資ファンド会社経営者。株価の不正操作で利益を得た疑いがある。
小池久志（こいけ ひさし）〈57〉
演 - 清水一彰
「闇の警視総監」連続殺人事件の3人目の被害者。会社経営者。政治団体への献金疑惑がある。
小池美穂（こいけ みほ）
演 - 清水ひとみ
貞夫の妻。
相田（あいだ）
演 - 川村りか
「ヘアヘアパラダイス」受付。
岡間（おかま）
演 - 田中護
「ヘアヘアパラダイス」理容師。
財樹蔵之助（ざいき くらのすけ）
演 - 松田賢二（第8話）
警視庁捜査第1課刑事。矢部をおとりにして「闇の警視総監」を捕まえるため、所轄刑事と偽り、矢部を警視庁内から外へ連れ出す役目を任される。国木田から「ざいき」ではなく、「斬鬼（ざんき）」と呼び間違えられた。

##### わしの伝説 その(7)「名探偵VS矢部謙三 死を呼ぶ逆転推理」
山野井英雄（やまのい ひでお）
演 - 村松利史
綾小路グループ総帥の執事。
綾小路秀麻呂（あやのこうじ ひでまろ）
演 - 浜田晃
綾小路グループ総帥。20年前に事故死で決着した娘・谷村美鈴の死亡事件の再捜査を警視庁に依頼する。真相を突き止めれば5億円の報酬を出すと約束する。
綾小路春彦（あやのこうじ はるひこ）
演 - 村杉蝉之介
綾小路家長男。自称・映画監督。
綾小路夏雄（あやのこうじ なつお）
演 - 棚橋ナッツ
綾小路家次男。デザイナー。
綾小路秋絵（あやのこうじ あきえ）
演 - 川俣しのぶ
綾小路家長女。美食家。
綾小路真冬（あやのこうじ まふゆ）
演 - 宍戸美和公
綾小路家次女。寝具研究家。
春日井文江（かすがい ふみえ）
演 - 高樹マリア
40年間綾小路家に奉公している使用人。午後3:00になると、主たちにおやつを配給する。
谷村美鈴（たにむら みすず）
演 - 富田理生
秀麻呂と愛人の間に産まれた娘。20年前に綾小路家敷地内の良部池で溺死する。
中田オネミ
演 - 中田有紀（第8話）
「毎度!EXPRESS」ニュースキャスター。
渥池小五郎（あくち こごろう）
演 - 三浦涼介（第8話）
秀麻呂が20年前の事件解明のために呼び寄せた私立探偵。スコットランドヤードの元警部。最初に名乗った際には矢部に「アンク」と聞き間違えられる。
「アルキメデスの名にかけて!」が決め台詞。謎の答えが閃いたときは「ユリイカ」と言ったり、メダルを宙に投げて片手で受け取るのが癖。
小松靖（こまつ やすし）
演 - 小松靖（テレビ朝日アナウンサー）
警視庁風紀取締委員。矢部が「第九取調室」と呼ばれる取調室をプライベートルームに改造した件を調査するが、彼にうまく言いくるめられてしまう。

##### わしの（最終）伝説 その（8）「殺人同窓会 矢部謙三よ永遠に…」

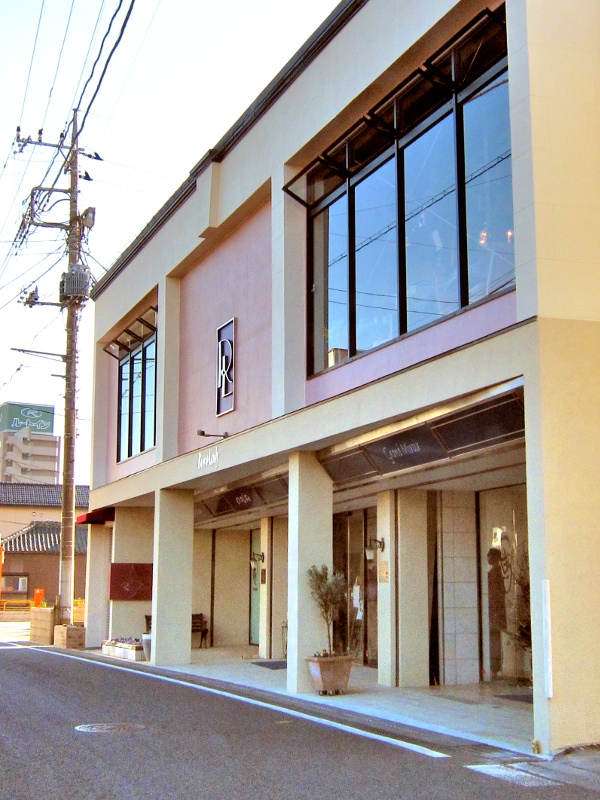
佐伯佐智子の輸入販売ショップ（茨城県常総市、ロコレディ水海道本店）

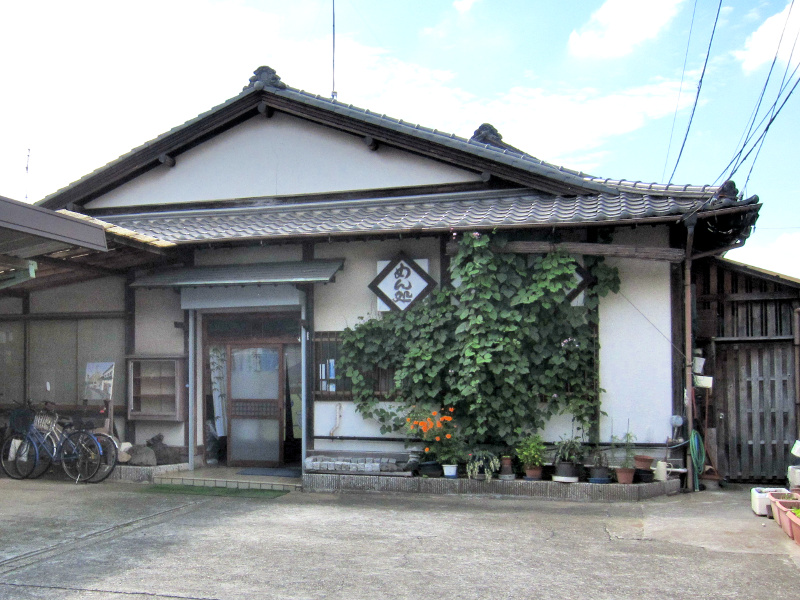
長池の飲食店（茨城県常総市、めん処どい）

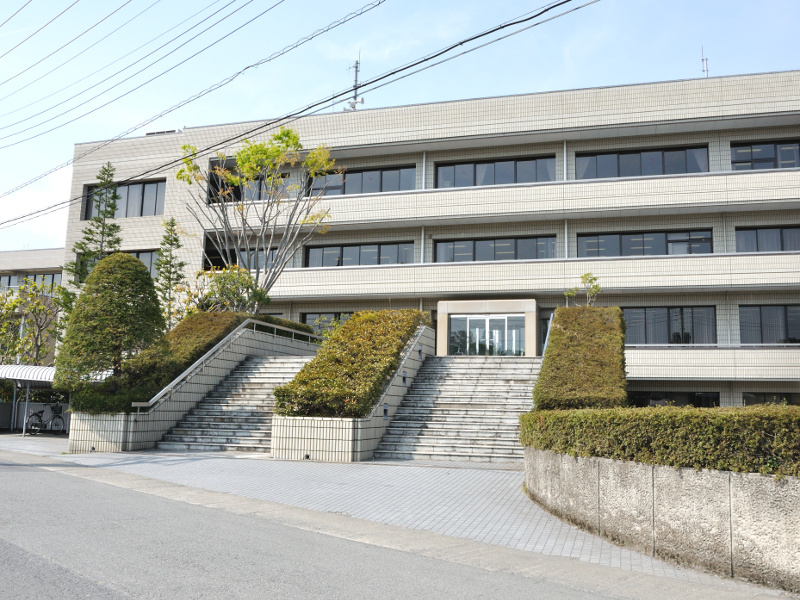
茨城県警察子悦原警察署（東京都西多摩郡日の出町、日の出町役場）

佐伯佐智子
演 - 伊藤かずえ（小学生時代：萩倉悠月）
輸入販売ショップオーナー。
宇宙警察の衛生兵。
長池涼太（ながいけ りょうた）
演 - 井上純一（小学生時代：中村一輝）
地元の子悦原で両親と共に飲食店を営む。
宇宙警察の二等兵。
田丸未紀（たまる みき）
演 - 池津祥子（小学生時代：大宮千莉）
夫と共に北海道で牧場を経営。実家は煎餅屋。
宇宙警察の一等兵。
高嶋幸次
演 - 北山雅康（小学生時代：村山謙太）
実家は呉服屋。
宇宙警察の大佐。
神田知也（かんだ ともなり）
演 - 小須田康人
土地再開発業者。山神様殺人事件被害者。
子悦原市に大型ショッピングモールを建てるため、宇宙警察のメンバーの実家など子悦原市の商店に対し恐喝のような手段で立ち退きを迫っていた様子。
長池省吾
演 - 久保晶
涼太の父。
垣州肇（かきす はじめ）
演 - 森本亮治
茨城県警察子悦原警察署刑事。最初に名乗った際に「カリス」と矢部に聞き間違えられた。
占い師
演 - 野口かおる
神の手占いの占い師。

## スピンオフ

### TORIKU こちら警視庁第九取調室
本編の最後には矢部が私物化している取調室「第九取調室」を舞台に、秋葉原人や警視庁の面々が繰り広げるミニドラマ「TORIKU 〜こちら警視庁第九取調室〜」（Kは反転している）が放送された。なお、菊池が登場した回は警視庁の会議室が舞台となったため、タイトルに「TORIKU 〜こちら警視庁第九取調室〜ではない」とただし書きが付いていた。
この中で矢部や秋葉は、高城賢吾を知っているような発言をしている。
基本的に、矢部や秋葉しか登場しないが、episode5.1では、石原達也が登場し、秋葉との関係性も見せ、矢部の部下としての引継ぎが行われた。

### TORIKU2013 こちら鳥越九郎商店
「警部補 矢部謙三2」では、「第九取調室」から高級駄菓子屋・「鳥越九郎商店」に舞台を移して、わしの伝説(3)の本編終了後から放送が開始された。
わしの伝説(4)の本編終了後に『世界水泳バルセロナ2013 競泳6日目』放送のため、スピンオフ放送は休止。

## スタッフ

### 第1シリーズ（スタッフ）
- 脚本 - 福田卓郎、高山直也、山岡真介
- 音楽 - 辻陽
- オープニングテーマ - 「警部補...だったのか?矢部謙三!」（作曲：辻陽）
- エンディングテーマ - 小林太郎「美紗子ちゃん」[注 10][29]
- プロデューサー - 船津浩一・高野渉（テレビ朝日）、蒔田光治・山内章弘・樋口優香（東宝）
- 演出 - 木村ひさし、神徳幸治
- ゼネラルプロデューサー - 桑田潔
- 制作協力 - オフィスクレッシェンド
- 制作 - テレビ朝日、東宝

### 第2シリーズ（スタッフ）
- 脚本 - 福田卓郎、高山直也
- 音楽 - 辻陽
- 主題歌 - ザ・マスミサイル「グッド・バイ」[30]（CROWN STONES / NIPPON CROWN）
- 助監督 - 向井澄
- スクリプター - 金子洋子、増田文
- 音楽コーディネイト - 河原崎秀樹
- イラスト - 入月裕美子、千原櫻子
- VFXスーパーバイザー - 朝倉怜
- アクションコーディネーター - 諸鍛冶裕太
- ガンエフェクト - 大宮敏明
- カースタント - 雨宮正信
- 特殊造形 - 松井祐一
- 看護指導 - 依田茂樹
- マジック監修 - ドリームかずよし、立石英記（第8話）
- プロデューサー補 - 神田エミイ亜希子、小山杏里、利光佐和子、女川実青
- ラインプロデューサー - 渡邊範雄、杉原奈実
- プロデューサー - 高野渉、山内章弘、蒔田光治、佐藤善宏
- 演出 - 木村ひさし、藤原知之
- エグゼクティブプロデューサー - 桑田潔
- 制作協力 - オフィスクレッシェンド
- 制作 - テレビ朝日、東宝

## エピソードリスト

### 第1シリーズ（エピソードリスト）
- 2010年4月9日 - 5月14日、全6話。

| 話数 | エピソードタイトル 放送回                                  | 初回放送日    | 脚本     | 演出       | 視聴率 |
| --- | ---------------------------------------------------------- | ------------- | -------- | ---------- | ------ |
| 1 | 史上最凶のテロリスト 救え！ 1200万の命 episode 1           | 2010年4月9日  | 福田卓郎 | 木村ひさし | 11.7%  |
| テロ組織「狼の旅団」を摘発した矢部ら警視庁公安部。だが「狼の旅団」と名乗る何者かが逮捕された仲間の釈放を要求し、要求を呑まなかった場合、24時間後に都内で新型爆弾を爆破させると脅迫してくる。爆弾の在り処を知るのは「狼の旅団」のリーダー・レッドウルフのみ。矢部は警視総監の命令で24時間以内にレッドウルフを見つけ、爆弾を探すように命じられる。庶務課の美晴と桜木はレッドウルフの元恋人だったとされる女性・瑠璃子に目をつけ、彼女が女将を務める旅館に潜入する。レッドウルフが元恋人と繋がっている線を軽視していた矢部もとある理由で旅館に潜入する中、そこで殺人事件が発生する。                                                                        |                                                            |               |          |            |        |
| 2 | 決死の潜入捜査 阻め！ 悪魔の細菌兵器 episode 2             | 2010年4月16日 | 福田卓郎 | 木村ひさし | 10.2%  |
| 旧ソ連軍の細菌兵器「皇帝の鼻血」をロシアンマフィアから買い付け、転売を目論む暴力団「ムロ風一家」の計画を阻止するため、伝説の殺し屋・阿部研二に成り済まし、取引の詳細を掴むため「ムロ風一家」へ潜入捜査する矢部。だが矢部は組長・蜷川と若頭・鶴岡に若頭補佐・川島の殺害を依頼され窮地に立たされる。矢部が素性がばれるピンチを何とか回避する中、独自に動いていた美晴と桜木が「ムロ風一家」の告発者となった川島と会う約束を取り付けることに成功するが、その予定の日に川島が殺害されてしまう。だが川島は死の直前、矢部に野球のスイングのようなジェスチャーで取引場所を教えていた。                                                                          |                                                            |               |          |            |        |
| 3 | 姿なき犯罪者 防げ！ 神経ガスの恐怖 episode 3               | 2010年4月23日 | 高山直也 | 神徳幸治   | 10.6%  |
| 科学研究所から輸送中の神経ガスが盗まれ、盗んだ犯人から警視庁宛にガスをばら撒かれたくなかったら阻止してみろという挑戦状が届けられた。犯人が警視庁で優秀な捜査官を対戦相手に指名してきたため、矢部が警視総監達からその役目を担うことになる中、国宝展を開くクーリット王国特使の警護を担当していた美晴と桜木は、特使の依頼でペットのインコ探しをすることに。犯人から自分の指示に従うように言われた矢部と、インコ探しと並行して、犯人から矢部に出題される様々な問題の謎解きに挑む美晴と桜木は、それぞれの活動から事件に立ち向かっていく。 |                                                            |               |          |            |        |
| 4 | リークされた捜査情報 追跡せよ！ 警察内部の密告者 episode 4 | 2010年4月30日 | 山岡真介 | 神徳幸治   | 10.7%  |
| 捜査二課の贈賄容疑のある建設会社「六葉建設」の強制捜査が事前にリークされていたことにより失敗した。前日キャバ嬢にうっかり捜査情報を話した大村とその場に居合わせた矢部は、内通者を探るように命じられ、刑務所入りの危機に瀕する矢部は捜査二課の七隈と組んで捜査をすることに。美晴と桜木が別の角度から情報漏洩を探る中、「六葉建設」を張り込む矢部と七隈は「六葉建設」に立ち寄る捜査二課の都留の姿を目撃。以降も都留の怪しい動きが明らかになる中、都留と親しげにしていた「六葉建設」社員の門倉が殺害されてしまう。 |                                                            |               |          |            |        |
| 5 | 警視総監暗殺計画 矢部謙三 北へ（前編） episode 5           | 2010年5月7日  | 福田卓郎 | 木村ひさし | 10.5%  |
| 6 | 警視総監暗殺計画 矢部謙三 北へ（後編） episode 5.1         | 2010年5月14日 | 福田卓郎 | 木村ひさし | 10.5%  |
| 「瞼乃母」という謎の団体が警視総監の暗殺を企んでいるという情報が入り、矢部は警視総監代理に就任することになる。警視総監の代わりに弁護士・小野寺肇（谷津勲）の三回忌「小野寺を偲ぶ会」に参加することになった矢部は、秋葉を引き連れて群馬県の人里離れた山奥にある宝女子村の「慈風李館」という屋敷を訪れる。世話役の平田と5人の参加者に出迎えられた矢部だが、実は平田と警視総監を含む7人はいずれも、過去に罪を免れており、全員に死刑を執行するべく死刑執行人なる人物が動き出していた。一方、警視庁では矢部の提出した領収書に不備が発見されたことと、暗殺犯が会場へ来るかもしれないということから美晴と桜木が矢部を追って「慈風李館」に向かっていたのだが…。 |                                                            |               |          |            |        |

- 平均視聴率 10.7%[31]（視聴率はビデオリサーチ調べ、関東地区・世帯）

### 第2シリーズ（エピソードリスト）
- 2013年7月5日[32] - 8月30日、全8話。

| 話数 | エピソードタイトル 放送回                                    | 初回放送日    | 脚本     | 演出       | 視聴率 |
| --- | ------------------------------------------------------------ | ------------- | -------- | ---------- | ------ |
| 1 | 殺しの暗号！ 天才少女vs最も優秀な刑事 わしの伝説 その(1)     | 2013年7月5日  | 福田卓郎 | 木村ひさし | 8.8%   |
| 宝石店荒らしを繰り返す怪盗「碧き予言者」から矢部謙三へ、犯行に及ぶ宝石店を示す暗号が記載された犯行予告が届いた。矢部は警視総監の娘である御手洗未来の協力を得て暗号を解読し、宝石店へ向かう。 |                                                              |               |          |            |        |
| 2 | ウイルステロを阻止せよ！ 相棒が必ず死ぬ女 わしの伝説 その(2) | 2013年7月12日 | 福田卓郎 | 木村ひさし | 7.9%   |
| 世界中のテロ組織と関係を持つ新島ピエールから警視庁へ、ウイルステロを予告するビデオが届いた。矢部は「相棒殺しの死神」と呼ばれる銭形エリカと共に、新島との関連が疑われる所塚亜財団科学研究所を調査する。 |                                                              |               |          |            |        |
| 3 | 危険なプロポーズ！ 婚約者が必ず死ぬ女 わしの伝説 その(3)     | 2013年7月26日 | 福田卓郎 | 藤原知之   | 8.0%   |
| 銀座のクラブを経営する山川一子と婚約した会社社長らが相次いで死亡し、連続殺人事件の可能性が浮上した。真相に迫るべく、矢部は貿易会社の社長に扮して山川に接近する。 |                                                              |               |          |            |        |
| 4 | 誰にでも変装できる暗殺者 わしの伝説 その(4)                  | 2013年8月2日  | 高山直也 | 藤原知之   | 6.2%   |
| |                                                              |               |          |            |        |
| 5 | おとり捜査の罠 矢部謙三VS矢部謙三 わしの伝説 その(5)         | 2013年8月9日  | 福田卓郎 | 木村ひさし | 5.7%   |
| 来日したクーリット王国のゾーケン王子に暗殺計画が迫る。計画の黒幕に迫るべく、王国親衛隊長を務めるバボ・コバヤシの発案によりゾーケンと容姿が酷似している矢部が身代わりとなって、おとり捜査を行う。 |                                                              |               |          |            |        |
| 6 | 矢部謙三に死の制裁を！ 姿なき暗殺者 わしの伝説 その(6)       | 2013年8月16日 | 福田卓郎 | 藤原知之   | 5.8%   |
| |                                                              |               |          |            |        |
| 7 | 名探偵VS矢部謙三 死を呼ぶ逆転推理 わしの伝説 その(7)         | 2013年8月23日 | 高山直也 | 木村ひさし | 7.9%   |
| 20年前、綾小路秀麻呂が愛人に産ませた娘・谷村美鈴が屋敷の敷地内で変死した事件の再捜査を綾小路が警視庁に依頼し、総監より矢部謙三が捜査を命じられた。矢部は綾小路がかけた懸賞金5億円に目がくらみ、渥池探偵が見つけた手がかりに乗っかりながら真相を解明したが、懸賞金5億円は矢部謙三名義で福祉施設に寄付されてしまった。さらに矢部は美鈴と刺殺された渥池探偵の幽霊を見てしまう。 |                                                              |               |          |            |        |
| 8 | 殺人同窓会 矢部謙三よ永遠に… わしの（最終）伝説 その(8)      | 2013年8月30日 | 福田卓郎 | 木村ひさし | 7.1%   |
| 佐智子、涼太、未紀、幸次の4人は小学校時代に矢部謙三を中心とした、悪と闘う組織・宇宙警察を結成する。矢部謙三は小学校時代の仲間と埋めたタイムカプセルを掘り起こすために子悦原市に帰郷し、昔の仲間と久し振りに再会する。 |                                                              |               |          |            |        |

- 平均視聴率 7.2%（視聴率はビデオリサーチ調べ、関東地区・世帯）
- 2013年7月19日は『第142回 全英オープンゴルフ』放送のため休止。
- 2013年8月2日は当番組の直後に『世界水泳バルセロナ2013』放送のため、通常時遅れネットの2局では以下のような対応となった。
  - 静岡朝日テレビ…臨時でテレビ朝日と同時ネットに変更。
  - 朝日放送…8月6日（火曜日）25:38 - 26:38に振替放送。
- 第5 - 6話は『熱闘甲子園』放送のため、30分繰り下げの23:45 - 24:45に放送。

## DVD
- 第1シリーズは2010年10月22日に4枚組のDVD-BOXとして発売された[34]。第2シリーズは2013年12月20日に5枚組のBlu-ray&DVD-BOXとして発売[35]。